# Tendon
Pour les articles homonymes, voir Tendon (homonymie).

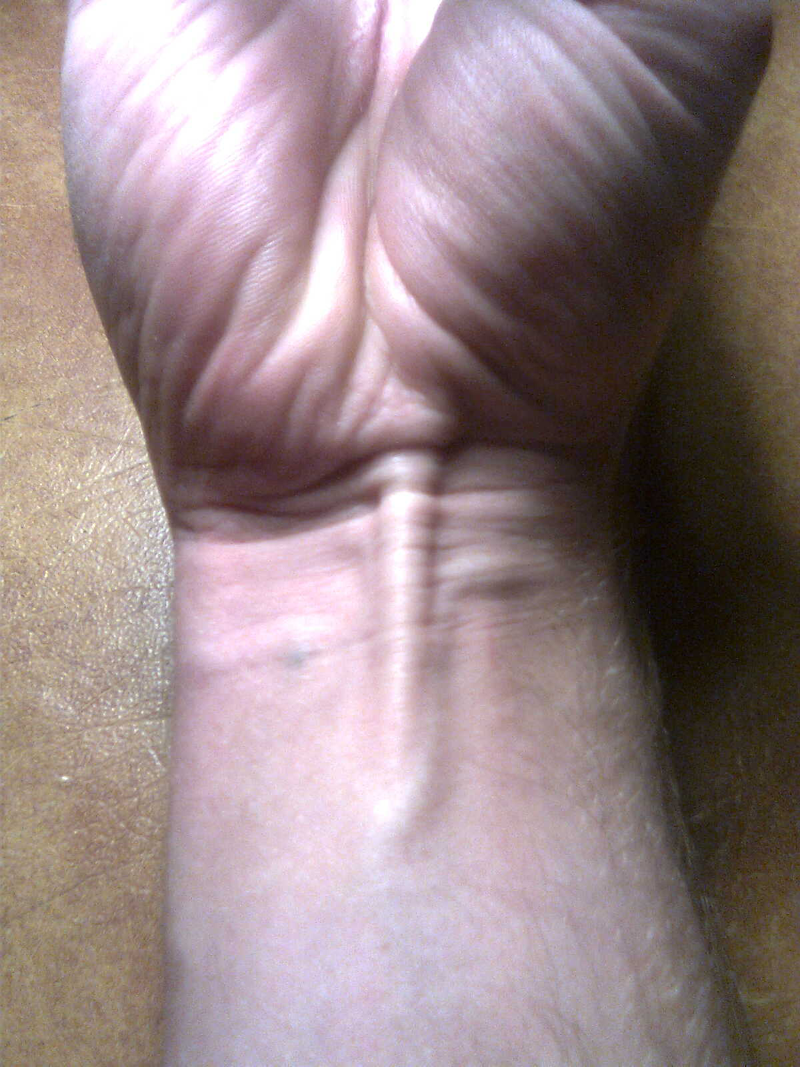
Tendon du muscle long palmaire (inconstant), visible à travers la peau du poignet, chez l'homme.

Le tendon est la partie du muscle en forme de cordons qui prolonge le corps musculaire.

## Description
De couleur blanche, et d'aspect plutôt large et épais, ils possèdent une forte résistance due à leur structure en faisceaux de fibres de collagène. Ils appartiennent aux tissus conjonctifs avec un réseau de fibres beaucoup plus organisé que la plupart des tissus conjonctifs.
Les tendons sont fixés sur les parties du squelette et servent d'attaches au muscle. 
Ils peuvent également relier deux corps musculaires formant ainsi un tendon intermédiaire dans le cas d'un muscle digastrique.
Ils peuvent former, comme les aponévroses, des arcades tendineuses (ou arcs tendineux) consolidant une insertion musculaire et / ou permettant le passage de vaisseaux et de nerfs comme l'arcade tendineuse du muscle soléaire.
Les tendons peuvent également changer de direction via une trochlée musculaire qui peut être une structure tendineuse ou cartilagineuse comme la trochlée du muscle oblique supérieur.

## Rôle

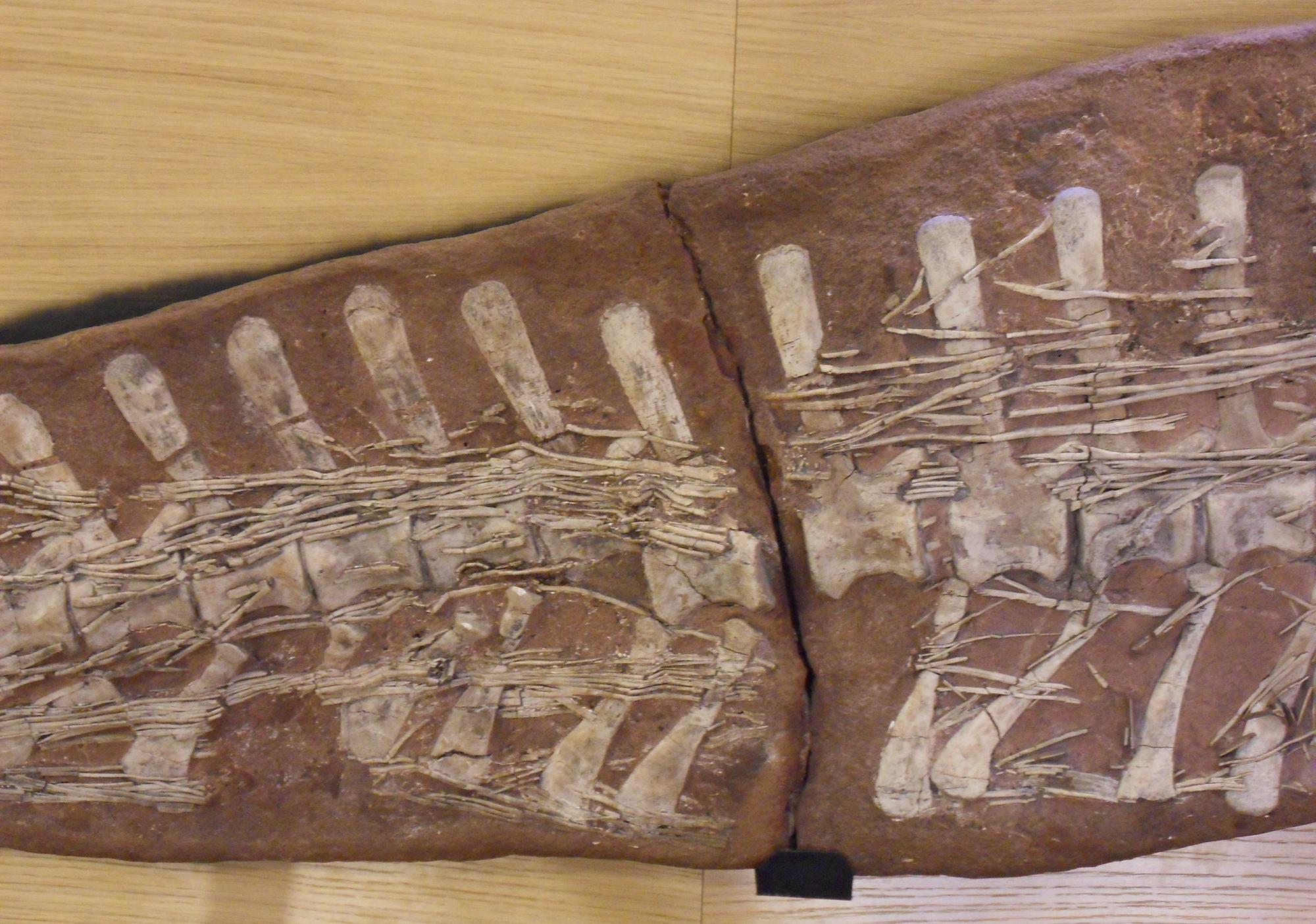
Tendons ossifiés de la queue d'un dinosaure du genre Tenontosaurus.

Les tendons ont pour fonction de stabiliser par intermittence des articulations osseuses (tandis que les ligaments offrent une stabilité permanente) avec l'aide du muscle auquel ils sont liés. Chaque tendon permet aussi de transmettre les forces musculaires aux pièces osseuses. Le tendon et le muscle forment une composante dynamique qui permet le mouvement.
Bien qu'un tendon soit peu vascularisé, on y trouve d'innombrables nerfs fournissant une information précise sur la charge tractée ainsi que sur la position du membre auquel il est attaché.
L'organe tendineux de Golgi est un propriocepteur situé dans le tendon qui informe du changement de tension du muscle qui y est rattaché. Il envoie des influx nerveux au système nerveux central ; plus la tension est importante, plus l'influx sera important.

## Physiopathologie
Les tendons sont plus résistants que les ligaments mais la répétition d'activités comme l'entraînement chez le sportif de haut niveau ou les stimulations répétées propres à certains métiers ou activités manuelles peuvent induire diverses lésions comme des tendinites (inflammations de certains tendons) et une fragilisation du tendon qui peut se déchirer ou se rompre. Certaines maladies (maladie de Lyme) peuvent aussi se traduire par des arthrites avec affection douloureuse des tendons.

Ces lésions du tendon s'appellent des tendinopathies ou tendinoses (lésions sans inflammation).
Divers facteurs sont connus comme favorisant les tendinopathies (et d'autres douleurs de l'appareil locomoteur) : 
Facteurs intrinsèques :
- l’âge : il augmente le risque d'affections et de calcification des tendons ;
- la morphologie des articulations : certaines malformations anatomiques (varus (en), valgus (en), etc.) augmentent le risque de lésions tendineuses ;
- le métabolisme : la déshydratation, par exemple, peut vulnérabiliser le tendon ; carence en vitamine C.
- facteurs hormonaux.

Ces facteurs sont généralement d’une importance relative, tant que le tendon n'est pas sursollicité ou en l'absence de facteurs extrinsèques (voir ci-dessous).
Facteurs extrinsèques :
- infections virales ou bactériennes ;
- « mauvais gestes » répétés, durant un entraînement sportif ou lors d'activités professionnelles ou de loisir par exemple. Un manque d'échauffement, un mauvais chaussage ;
- certains traitements médicamenteux (inhibiteur de l'aromatase (IA)[1], fluoroquinolones[2]) ;
- traitements par ondes de choc, qui peuvent, généralement provisoirement, réactiver une douleur du tendon[3].

## Liste des tendons
- Tendon d'Achille
- Tendon conjoint
- Tendon rotulien
- Tendon du quadriceps
- Tendon du long biceps